# Llista de topònims de Fortià
Llista de topònims (noms propis de lloc) del municipi de Fortià, a l'Alt Empordà
Informació actualitzada per un bot. Els canvis manuals es perdran quan s'actualitzi!

## casa
| imatge | Nom                                 | Ubicat a | instància de | Detalls                                  | coordenades                                                                      | Protecció                                            | Commons (més fotos)       | Dades a WD                    |
| ------ | ----------------------------------- | -------- | ------------ | ---------------------------------------- | -------------------------------------------------------------------------------- | ---------------------------------------------------- | ------------------------- | ----------------------------- |
|        | Can Borrassana                      | Fortià   | casa         | Estil: arquitectura popular 16th century | 42° 14′ 31″ N, 3° 02′ 22″ E / 42.241883°N,3.039479°E ca:Pl. Catalunya, 12 6 msnm |                                                      | Can Borrassana            | Modifica les dades a Wikidata |
|        | Can Queló                           | Fortià   | casa         | Estil: arquitectura popular              | 42° 14′ 31″ N, 3° 02′ 26″ E / 42.241858°N,3.040536°E                             | bé integrant del patrimoni cultural català           | Can Queló                 | Modifica les dades a Wikidata |
|        | Can Via                             | Fortià   | casa         | Estil: arquitectura popular              | 42° 14′ 29″ N, 3° 02′ 25″ E / 42.241396°N,3.04036°E                              | bé integrant del patrimoni cultural català           | Can Via (Fortià)          | Modifica les dades a Wikidata |
|        | Casa anomenada de la Reina Sibil·la | Fortià   | casa         | Estil: arquitectura del Renaixement      | 42° 14′ 41″ N, 3° 02′ 21″ E / 42.244656°N,3.039251°E ca:Reina Sibil·la, 1        | bé d'interès cultural bé cultural d'interès nacional | Casa de la Reina Sibil·la | Modifica les dades a Wikidata |
|        | Casa del Delme                      | Fortià   | casa         | Estil: arquitectura popular              | 42° 14′ 31″ N, 3° 02′ 29″ E / 42.241925°N,3.041336°E ca:Carrer del Delme, 3      | bé integrant del patrimoni cultural català           | Casa del Delme (Fortià)   | Modifica les dades a Wikidata |

## edifici
| imatge | Nom                                | Ubicat a | instància de          | Detalls                          | coordenades                                                                           | Protecció                                  | Commons (més fotos)                | Dades a WD                    |
| ------ | ---------------------------------- | -------- | --------------------- | -------------------------------- | ------------------------------------------------------------------------------------- | ------------------------------------------ | ---------------------------------- | ----------------------------- |
|        | Centre Agrícola i Social de Fortià | Fortià   | edifici               | Estil: arquitectura popular 1932 | 42° 14′ 39″ N, 3° 02′ 28″ E / 42.244062°N,3.04121°E ca:Plaça de l'Empordà, sn. 6 msnm |                                            | Centre Agrícola i Social de Fortià | Modifica les dades a Wikidata |
|        | Convent de Santa Clara             | Fortià   | edifici               |                                  | 42° 15′ 38″ N, 3° 02′ 52″ E / 42.26054°N,3.047824°E                                   |                                            |                                    | Modifica les dades a Wikidata |
|        | Granja-Escola de Fortianell        | Fortià   | edifici granja-escola | Estil: arquitectura neoclàssica  | 42° 14′ 34″ N, 3° 01′ 40″ E / 42.242645°N,3.027911°E ca:Ctra. de Vila-sacra 11 msnm   | bé integrant del patrimoni cultural català | Granja de Fortianell               | Modifica les dades a Wikidata |

## masia
| imatge | Nom                | Ubicat a | instància de | Detalls                                  | coordenades                                                                            | Protecció | Commons (més fotos)  | Dades a WD                    |
| ------ | ------------------ | -------- | ------------ | ---------------------------------------- | -------------------------------------------------------------------------------------- | --------- | -------------------- | ----------------------------- |
|        | Ca l'Amorós        | Fortià   | masia        | Estil: arquitectura popular 16th century | 42° 14′ 40″ N, 3° 02′ 26″ E / 42.244494°N,3.040623°E ca:C. Tramuntana, 1 7 msnm        |           | Ca l'Amorós (Fortià) | Modifica les dades a Wikidata |
|        | Cal Ferrer         | Fortià   | masia        |                                          | 42° 14′ 09″ N, 3° 01′ 46″ E / 42.2358559605015°N,3.0293899874177°E                     |           |                      | Modifica les dades a Wikidata |
|        | Can Jordà          | Fortià   | masia        |                                          | 42° 14′ 15″ N, 3° 01′ 47″ E / 42.2374860498166°N,3.02958466209833°E                    |           |                      | Modifica les dades a Wikidata |
|        | Can Llac           | Fortià   | masia        |                                          | 42° 14′ 24″ N, 3° 01′ 38″ E / 42.2398822882121°N,3.02730715509363°E                    |           |                      | Modifica les dades a Wikidata |
|        | Can Massot         | Fortià   | masia        |                                          | 42° 14′ 39″ N, 3° 01′ 42″ E / 42.2441509875864°N,3.02846050694676°E                    |           |                      | Modifica les dades a Wikidata |
|        | Can Sala           | Fortià   | masia        |                                          | 42° 14′ 16″ N, 3° 01′ 56″ E / 42.2377555300785°N,3.03221481620683°E                    |           |                      | Modifica les dades a Wikidata |
|        | Can Tell           | Fortià   | masia        |                                          | 42° 14′ 41″ N, 3° 01′ 47″ E / 42.2448081169812°N,3.02975778092347°E                    |           |                      | Modifica les dades a Wikidata |
|        | Can Tibau          | Fortià   | masia        |                                          | 42° 14′ 15″ N, 3° 01′ 43″ E / 42.2375853498832°N,3.02867571498685°E                    |           |                      | Modifica les dades a Wikidata |
|        | Casa dels Alemanys | Fortià   | masia        |                                          | 42° 13′ 53″ N, 3° 01′ 30″ E / 42.231353848642°N,3.02501304043588°E                     |           |                      | Modifica les dades a Wikidata |
|        | Mas Carbó          | Fortià   | masia        |                                          | 42° 14′ 59″ N, 3° 00′ 35″ E / 42.2497650293686°N,3.00958869557661°E                    |           |                      | Modifica les dades a Wikidata |
|        | Mas Eres           | Fortià   | masia        | Estil: arquitectura popular 16th century | 42° 14′ 35″ N, 3° 02′ 25″ E / 42.243053°N,3.04017°E ca:Av. Teresa de Pallejà, 9 6 msnm |           | Mas Eres (Fortià)    | Modifica les dades a Wikidata |
|        | Mas Nou            | Fortià   | masia        |                                          | 42° 15′ 15″ N, 3° 02′ 46″ E / 42.254171115847°N,3.0461488261003°E                      |           |                      | Modifica les dades a Wikidata |
|        | Mas Redreça        | Fortià   | masia        |                                          | 42° 14′ 42″ N, 3° 01′ 44″ E / 42.2449524436285°N,3.02887299215404°E                    |           |                      | Modifica les dades a Wikidata |
|        | Mas Vicenç         | Fortià   | masia        |                                          | 42° 14′ 29″ N, 3° 02′ 02″ E / 42.2414566435436°N,3.03385298713484°E                    |           |                      | Modifica les dades a Wikidata |
|        | Mas d'en Dorra     | Fortià   | masia        |                                          | 42° 14′ 43″ N, 3° 03′ 13″ E / 42.2453758662864°N,3.05357660680109°E                    |           |                      | Modifica les dades a Wikidata |

## molí d'aigua
| imatge | Nom                | Ubicat a | instància de | Detalls                     | coordenades                                                         | Protecció                                  | Commons (més fotos) | Dades a WD                    |
| ------ | ------------------ | -------- | ------------ | --------------------------- | ------------------------------------------------------------------- | ------------------------------------------ | ------------------- | ----------------------------- |
|        | Molí d'en Dorra    | Fortià   | molí d'aigua |                             | 42° 14′ 45″ N, 3° 03′ 11″ E / 42.2458624531279°N,3.05304367264248°E |                                            |                     | Modifica les dades a Wikidata |
|        | Molí de Fortianell | Fortià   | molí d'aigua | Estil: arquitectura popular | 42° 14′ 35″ N, 3° 01′ 44″ E / 42.243048°N,3.028813°E                | bé integrant del patrimoni cultural català |                     | Modifica les dades a Wikidata |
|        | Molí de la Garriga | Fortià   | molí d'aigua | Estil: arquitectura popular | 42° 14′ 27″ N, 3° 00′ 56″ E / 42.240727°N,3.015437°E                | bé integrant del patrimoni cultural català |                     | Modifica les dades a Wikidata |

## nucli de població
| imatge | Nom                  | Ubicat a | instància de                                           | Detalls | coordenades                                                         | Protecció | Commons (més fotos) | Dades a WD                    |
| ------ | -------------------- | -------- | ------------------------------------------------------ | ------- | ------------------------------------------------------------------- | --------- | ------------------- | ----------------------------- |
|        | Fortianell           | Fortià   | nucli de població                                      |         | 42° 14′ 32″ N, 3° 01′ 42″ E / 42.2422866869022°N,3.02845966908619°E |           |                     | Modifica les dades a Wikidata |
|        | Vinya Gran           | Fortià   | nucli de població                                      |         | 42° 13′ 57″ N, 3° 01′ 28″ E / 42.232562944477°N,3.024319173392°E    |           |                     | Modifica les dades a Wikidata |
|        | la Pera i Pont Martí | Fortià   | nucli de població nucli d'entitat singular de població | 165 hab | 42° 14′ 38″ N, 3° 01′ 56″ E / 42.243814°N,3.032312°E 8 msnm         |           |                     | Modifica les dades a Wikidata |

## pont
| imatge | Nom                   | Ubicat a | instància de | Detalls | coordenades                                                         | Protecció | Commons (més fotos) | Dades a WD                    |
| ------ | --------------------- | -------- | ------------ | ------- | ------------------------------------------------------------------- | --------- | ------------------- | ----------------------------- |
|        | Pont de la Garriga    | Fortià   | pont         |         | 42° 14′ 06″ N, 3° 02′ 58″ E / 42.2350565031213°N,3.04947151074244°E |           |                     | Modifica les dades a Wikidata |
|        | Pont de les Muletes   | Fortià   | pont         |         | 42° 14′ 20″ N, 3° 02′ 26″ E / 42.2389237156241°N,3.0405177263325°E  |           |                     | Modifica les dades a Wikidata |
|        | Pont del Rec del Molí | Fortià   | pont         |         | 42° 14′ 58″ N, 3° 02′ 48″ E / 42.2495037939295°N,3.04658559377123°E |           |                     | Modifica les dades a Wikidata |

## Misc
| imatge | Nom                                    | Ubicat a       | instància de                                                                   | Detalls                                  | coordenades                                                                          | Protecció                                  | Commons (més fotos)  | Dades a WD                    |
| ------ | -------------------------------------- | -------------- | ------------------------------------------------------------------------------ | ---------------------------------------- | ------------------------------------------------------------------------------------ | ------------------------------------------ | -------------------- | ----------------------------- |
|        | Casa de la Vila de Fortià              | Fortià         | casa consistorial                                                              | Estil: arquitectura popular 1953         | 42° 14′ 33″ N, 3° 02′ 25″ E / 42.242429°N,3.040394°E ca:Plaça de Catalunya, 1 6 msnm |                                            | Ajuntament de Fortià | Modifica les dades a Wikidata |
|        | Cementiri Municipal de Fortià          | Fortià         | cementiri                                                                      | Estil: arquitectura popular 20th century | 42° 14′ 13″ N, 3° 02′ 11″ E / 42.236836°N,3.036315°E ca:Camí del Cementiri 8 msnm    |                                            | Cementiri de Fortià  | Modifica les dades a Wikidata |
|        | Fortià                                 | Fortià         | entitat singular de població ens local històric de Catalunya capital municipal | 801 hab                                  | 42° 14′ 36″ N, 3° 02′ 20″ E / 42.2432°N,3.03881°E 6 msnm                             |                                            |                      | Modifica les dades a Wikidata |
|        | Polígon industrial Els Cossos          | Fortià         | polígon industrial                                                             |                                          | 42° 14′ 27″ N, 3° 01′ 58″ E / 42.2408264948168°N,3.03284664601795°E                  |                                            |                      | Modifica les dades a Wikidata |
|        | Sant Julià i Santa Basilissa de Fortià | Fortià         | església                                                                       | Estil: gòtic tardà                       | 42° 14′ 31″ N, 3° 02′ 28″ E / 42.242°N,3.04101°E                                     | bé integrant del patrimoni cultural català | Sant Julià de Fortià | Modifica les dades a Wikidata |
|        | corral de Fortianell                   | Fortià         | cabana                                                                         |                                          | 42° 14′ 37″ N, 3° 01′ 30″ E / 42.2437195017305°N,3.02495731880849°E                  |                                            |                      | Modifica les dades a Wikidata |
|        | estany Robert                          | Fortià Riumors | zona humida                                                                    |                                          | 42° 13′ 42″ N, 3° 01′ 47″ E / 42.2282°N,3.0298°E                                     |                                            |                      | Modifica les dades a Wikidata |
|        | la Immaculada                          | Fortià         | capella                                                                        |                                          | 42° 14′ 34″ N, 3° 01′ 39″ E / 42.2426832289116°N,3.02736896729609°E                  |                                            |                      | Modifica les dades a Wikidata |